# 盖尔蓬
盖尔蓬（法語：Guerpont，法語發音：[ɡɛʁpɔ̃]）是法国默兹省的一个市镇，属于巴勒迪克区。

## 地理
盖尔蓬（48°43'49"N, 5°15'24"E）面积6.12 平方千米，位于法国大東部大區默兹省，该省份为法国西北部内陆省份，北与比利时接壤，西接马恩省和阿登省，南至上马恩省和孚日省，东临默尔特-摩泽尔省。
与盖尔蓬接壤的市镇（或旧市镇、城区）包括：卢瓦塞、锡尔蒙、塔努瓦、巴鲁瓦地区特龙维尔。

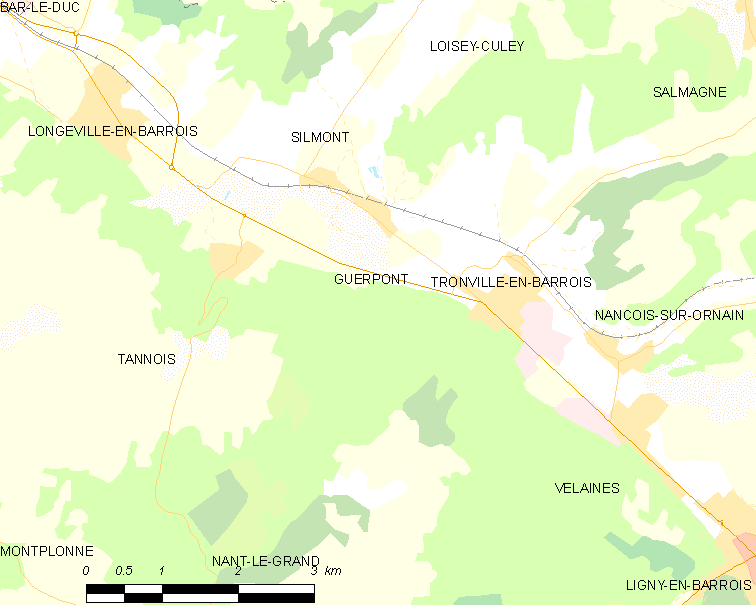
盖尔蓬的OSM定位图

盖尔蓬的时区为UTC+01:00、UTC+02:00（夏令时）。

## 行政
盖尔蓬的邮政编码为55000，INSEE市镇编码为55221。

## 政治
盖尔蓬所属的省级选区为昂塞维尔县。

## 人口

1962-2008年间盖尔蓬人口变化图示

盖尔蓬于2022年1月1日时的人口数量为236人。